# Montastruc (Hautes-Pyrénées)
Pour les articles homonymes, voir Montastruc.
Montastruc est une commune française située dans le nord-est du département des Hautes-Pyrénées, en région Occitanie. Sur le plan historique et culturel, la commune est dans la région gasconne de Magnoac, située sur le plateau de Lannemezan, qui reprend une partie de l’ancien Nébouzan, qui possédait plusieurs enclaves au cœur de la province de Comminges et a évolué dans ses frontières jusqu’à plus ou moins disparaitre.
Exposée à un climat océanique altéré, elle est drainée par la Baïse, le Lizon, le ruisseau de Lautan, le ruisseau du Léoup et par deux autres cours d'eau. La commune possède un patrimoine naturel remarquable composé de deux zones naturelles d'intérêt écologique, faunistique et floristique.
Montastruc est une commune rurale qui compte 238 habitants en 2022, après avoir connu un pic de population de 735 habitants en 1851. Elle fait partie de l'aire d'attraction de Lannemezan. Ses habitants sont appelés les Montastrucais ou  Montastrucaises.

## Géographie

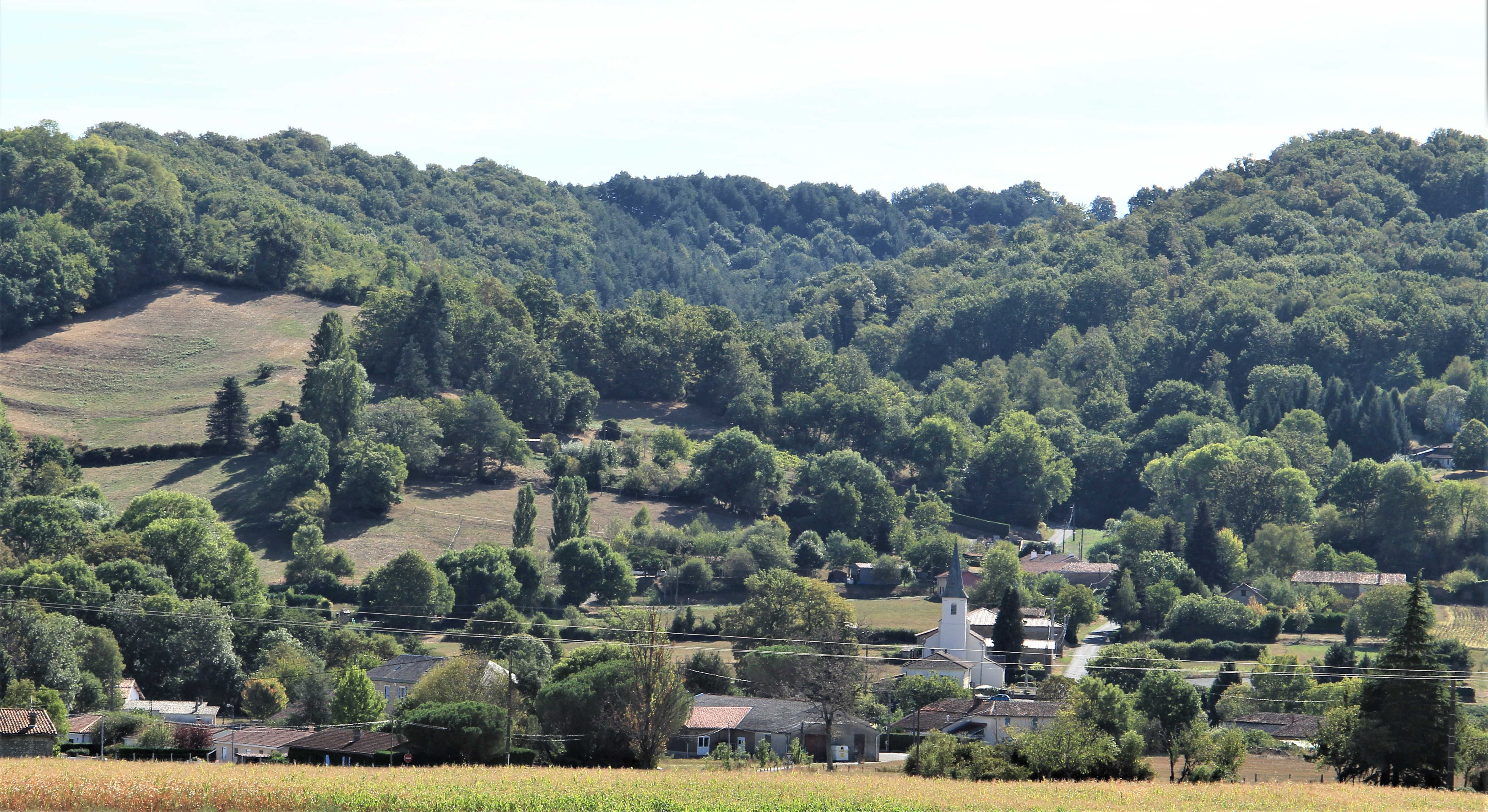
Vue générale du village.

### Localisation
La commune de Montastruc se trouve dans le département des Hautes-Pyrénées, en région Occitanie.
Elle se situe à 22 km à vol d'oiseau de Tarbes, préfecture du département, à 23 km de Bagnères-de-Bigorre, sous-préfecture, et à 9 km de Tournay, bureau centralisateur du canton de la Vallée de l'Arros et des Baïses dont dépend la commune depuis 2015 pour les élections départementales.
La commune fait en outre partie du bassin de vie de Lannemezan.
Les communes les plus proches sont : 
Bernadets-Dessus (3,0 km), Burg (3,5 km), Bonnefont (3,6 km), Bonrepos (3,8 km), Castelbajac (4,1 km), Orieux (4,5 km), Bugard (5,0 km), Galan (5,2 km).
Sur le plan historique et culturel, Montastruc fait partie de la région gasconne de Magnoac, située sur le plateau de Lannemezan, qui reprend une partie de l’ancien Nébouzan, qui possédait plusieurs enclaves au cœur de la province de Comminges et a évolué dans ses frontières jusqu’à plus ou moins disparaitre.
Les communes limitrophes sont  Bernadets-Dessus, Bonnefont, Bonrepos, Burg, Castelbajac, Galan et Libaros.
|                  | Bonnefont   | Libaros  |
| Bernadets-Dessus | Montastruc  | Galan    |
| Burg             | Castelbajac | Bonrepos |

### Hydrographie
La Baïse, affluent de rive gauche de la Garonne, et son affluent droit l'Arriou arrosent la commune du sud au nord en son centre en traversant le village.

Le Ruisseau de Lautan, affluent de rive gauche de la Baïsole, arrose la commune du sud au nord et forme une partie de la limite est avec les communes de Galan et de Bonrepos.

Le Ruisseau de Mézères, affluent de rive gauche de la Baïse, qui prend sa source  sur la commune la traverse d'ouest en est et forme une partie de la limite nord avec la commune de Bonnefont.

Le  ruisseau du Léoup, affluent de rive gauche de la Baïsole, arrose la commune du sud au nord en partie est.

Le Lizon traverse la commune et forme une partie de la limite sud-ouest avec la commune de Bernadets-Dessus.

### Climat
Le climat est tempéré de type océanique en raison de l'influence proche de l'océan Atlantique situé à peu près 150 km plus à l'ouest. La proximité des Pyrénées fait que la commune profite d'un effet de foehn, il peut aussi y neiger en hiver, même si cela reste inhabituel.
| Mois                              | jan.  | fév.  | mars  | avril | mai   | juin  | jui.  | août  | sep.  | oct.  | nov.  | déc.  | année   |
| --------------------------------- | ----- | ----- | ----- | ----- | ----- | ----- | ----- | ----- | ----- | ----- | ----- | ----- | ------- |
| Température minimale moyenne (°C) | 1     | 2     | 4     | 6     | 9     | 13    | 15    | 15    | 12    | 9     | 4     | 2     | 7,7     |
| Température moyenne (°C)          | 5,2   | 5,6   | 8,4   | 10,1  | 13,8  | 17,8  | 18,6  | 18,8  | 16,4  | 13,5  | 7,5   | 5,5   | 11,8    |
| Température maximale moyenne (°C) | 10    | 11    | 14    | 15    | 19    | 22    | 25    | 25    | 23    | 19    | 14    | 11    | 17,3    |
| Ensoleillement (h)                | 108,8 | 118,8 | 155,6 | 157,2 | 181,3 | 191,5 | 215,5 | 196,4 | 194,5 | 164,4 | 124,4 | 104,4 | 1 912,8 |
| Précipitations (mm)               | 98,6  | 63,3  | 99    | 108,2 | 137   | 87,1  | 72,6  | 70,5  | 69,5  | 81,9  | 101,4 | 97,4  | 1 086   |

### Milieux naturels et biodiversité

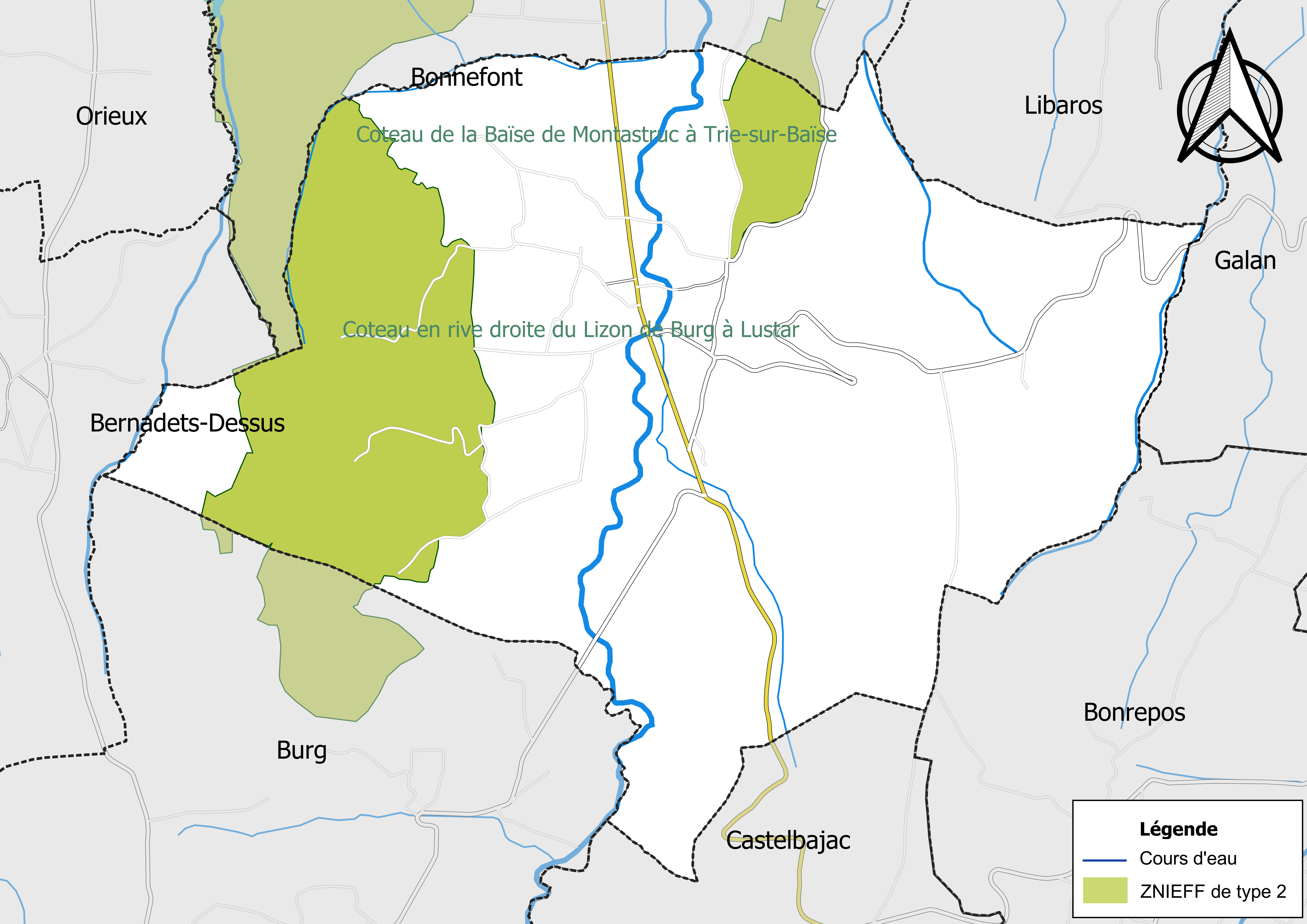
Carte des ZNIEFF de type 2 localisées sur la commune.

L’inventaire des zones naturelles d'intérêt écologique, faunistique et floristique (ZNIEFF) a pour objectif de réaliser une couverture des zones les plus intéressantes sur le plan écologique, essentiellement dans la perspective d’améliorer la connaissance du patrimoine naturel national et de fournir aux différents décideurs un outil d’aide à la prise en compte de l’environnement dans l’aménagement du territoire.
Deux ZNIEFF de type 2 sont recensées sur la commune :
- le « coteau de la Baïse de Montastruc à Trie-sur-Baïse » (830 ha), couvrant 6 communes du département[8] ;
- le « coteau en rive droite du Lizon de Burg à Lustar » (778 ha), couvrant 9 communes du département[9].

## Urbanisme

### Typologie
Au 1er janvier 2024, Montastruc est catégorisée commune rurale à habitat dispersé, selon la nouvelle grille communale de densité à sept niveaux définie par l'Insee en 2022.
Elle est située hors unité urbaine. Par ailleurs la commune fait partie de l'aire d'attraction de Lannemezan, dont elle est une commune de la couronne,. Cette aire, qui regroupe 65 communes, est catégorisée dans les aires de moins de 50 000 habitants,.

### Occupation des sols
L'occupation des sols de la commune, telle qu'elle ressort de la base de données européenne d’occupation biophysique des sols Corine Land Cover (CLC), est marquée par l'importance des territoires agricoles (63,8 % en 2018), en diminution par rapport à 1990 (67,5 %). La répartition détaillée en 2018 est la suivante : 
zones agricoles hétérogènes (59,7 %), forêts (32,5 %), terres arables (4 %), zones urbanisées (3,7 %).
L'IGN met par ailleurs à disposition un outil en ligne permettant de comparer l’évolution dans le temps de l’occupation des sols de la commune (ou de territoires à des échelles différentes). Plusieurs époques sont accessibles sous forme de cartes ou photos aériennes : la carte de Cassini (XVIIIe siècle), la carte d'état-major (1820-1866) et la période actuelle (1950 à aujourd'hui).

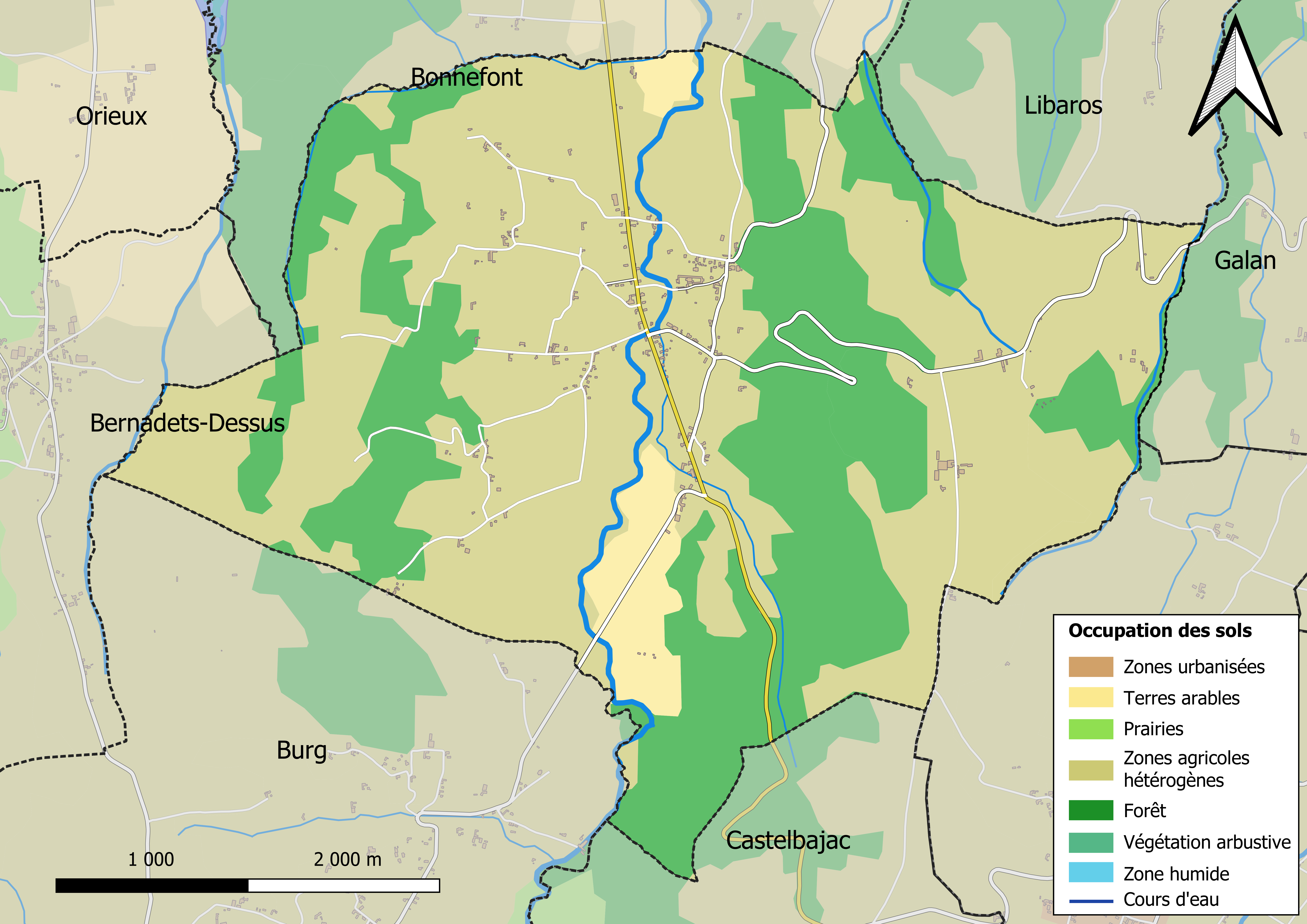
Carte des infrastructures et de l'occupation des sols en 2018 (CLC) de la commune.
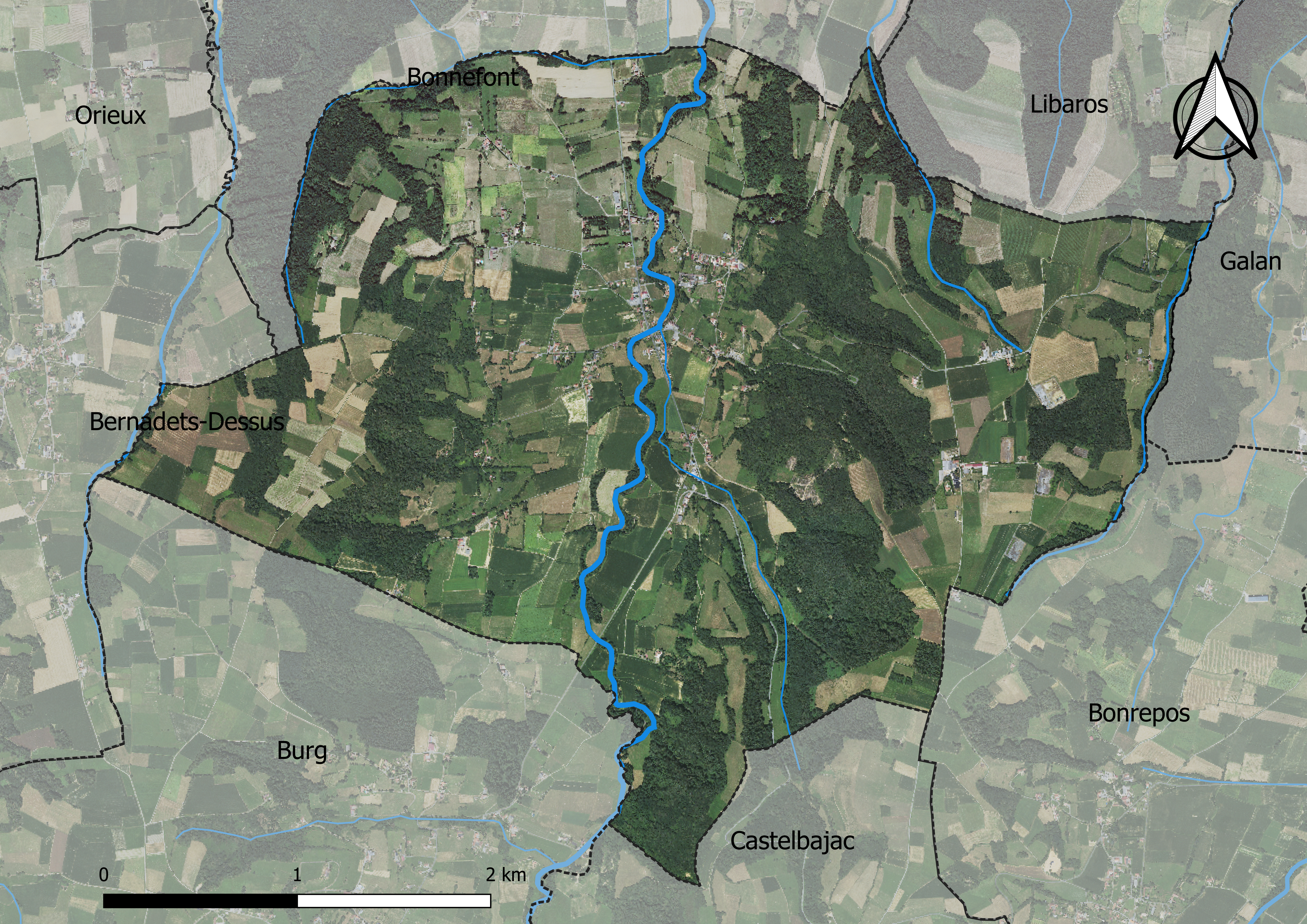
Carte orthophotogrammétrique de la commune.

### Logement
En 2012, le nombre total de logements dans la commune est de 126.

Parmi ces logements, 73,0 % sont des résidences principales, 11,9 % des résidences secondaires et 15,1 % des logements vacants.

### Voies de communication et transports
Cette commune est desservie  par les routes départementales D 17, D 28 et D 37.

### Risques majeurs
Le territoire de la commune de Montastruc est vulnérable à différents aléas naturels : météorologiques (tempête, orage, neige, grand froid, canicule ou sécheresse), inondations, mouvements de terrains et séisme (sismicité modérée). Un site publié par le BRGM permet d'évaluer simplement et rapidement les risques d'un bien localisé soit par son adresse soit par le numéro de sa parcelle.
Certaines parties du territoire communal sont susceptibles d’être affectées par le risque d’inondation par débordement de cours d'eau, notamment la Baïse et le Lizon. La cartographie des zones inondables en ex-Midi-Pyrénées réalisée dans le cadre du XIe Contrat de plan État-région, visant à informer les citoyens et les décideurs sur le risque d’inondation, est accessible sur le site de la DREAL Occitanie. La commune a été reconnue en état de catastrophe naturelle au titre des dommages causés par les inondations et coulées de boue survenues en 1982, 1999, 2000, 2006, 2009 et 2014,.
Montastruc est exposée au risque de feu de forêt. Un plan départemental de protection des forêts contre les incendies a été approuvé par arrêté préfectoral le 21 avril 2020 pour la période 2020-2029. Le précédent couvrait la période 2007-2017. L’emploi du feu est régi par deux types de réglementations. D’abord le code forestier et l’arrêté préfectoral du 27 octobre 2014, qui réglementent l’emploi du feu à moins de 200 m des espaces naturels combustibles sur l’ensemble du département. Ensuite celle établie dans le cadre de la lutte contre la pollution de l’air, qui interdit le brûlage des déchets verts des particuliers. L’écobuage est quant à lui réglementé dans le cadre de commissions locales d’écobuage (CLE)

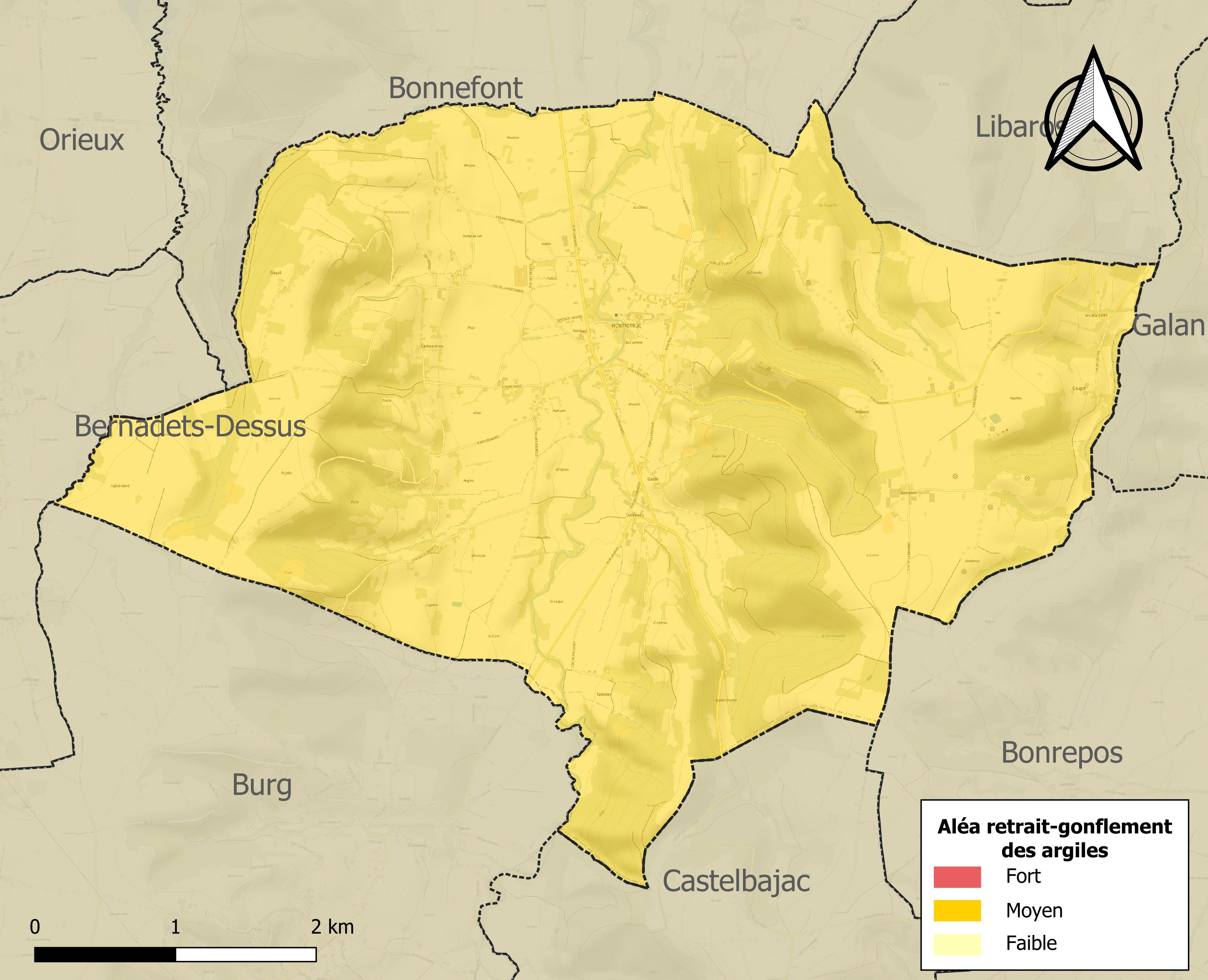
Carte des zones d'aléa retrait-gonflement des sols argileux de Montastruc.

Les mouvements de terrains susceptibles de se produire sur la commune sont des tassements différentiels.
Le retrait-gonflement des sols argileux est susceptible d'engendrer des dommages importants aux bâtiments en cas d’alternance de périodes de sécheresse et de pluie. La totalité de la commune est en aléa moyen ou fort (44,5 % au niveau départemental et 48,5 % au niveau national). Sur les 129 bâtiments dénombrés sur la commune en 2019, 129 sont en aléa moyen ou fort, soit 100 %, à comparer aux 75 % au niveau départemental et 54 % au niveau national. Une cartographie de l'exposition du territoire national au retrait gonflement des sols argileux est disponible sur le site du BRGM,.
Par ailleurs, afin de mieux appréhender le risque d’affaissement de terrain, l'inventaire national des cavités souterraines permet de localiser celles situées sur la commune.
Concernant les mouvements de terrains, la commune a été reconnue en état de catastrophe naturelle au titre des dommages causés par la sécheresse en 2003 et par des mouvements de terrain en 1999 et 2014.

## Toponymie

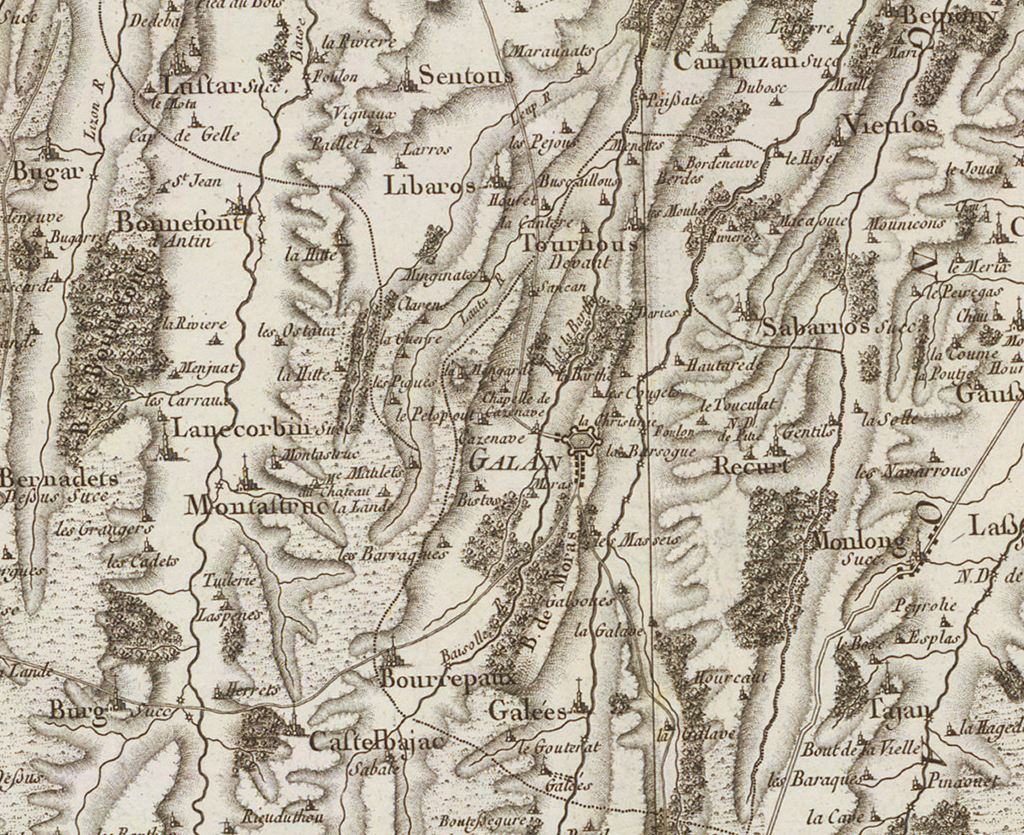
Extrait de la carte de Cassini (entre 1756 et 1789) situant Montastruc à l'ouest de Galan.

On trouvera les principales informations dans le Dictionnaire toponymique des communes des Hautes Pyrénées de Michel Grosclaude et Jean-François Le Nail qui rapporte les dénominations historiques du village :
Dénominations historiques :
- Montastrug (1285, montre Bigorre) ;
- De Monte Astrugo, latin (1313, Debita regi Navarre) ;
- De Monte Astruco, latin (1342, pouillé de Tarbes ; 1369, Larcher, Castelbajac ; 1379, procuration Tarbes ; etc.) ;
- Mont Astruc (1429, censier de Bigorre) ;
- Montastruc (fin XVIIIe siècle, carte de Cassini).

Étymologie : du gascon mont (= montagne) et astruc (= heureux, chanceux).

Nom occitan : Montastruc.

## Histoire

### Cadastre napoléonien de Montastruc
Le plan cadastral napoléonien de Montastruc est consultable sur le site des archives départementales des Hautes-Pyrénées.

## Politique et administration

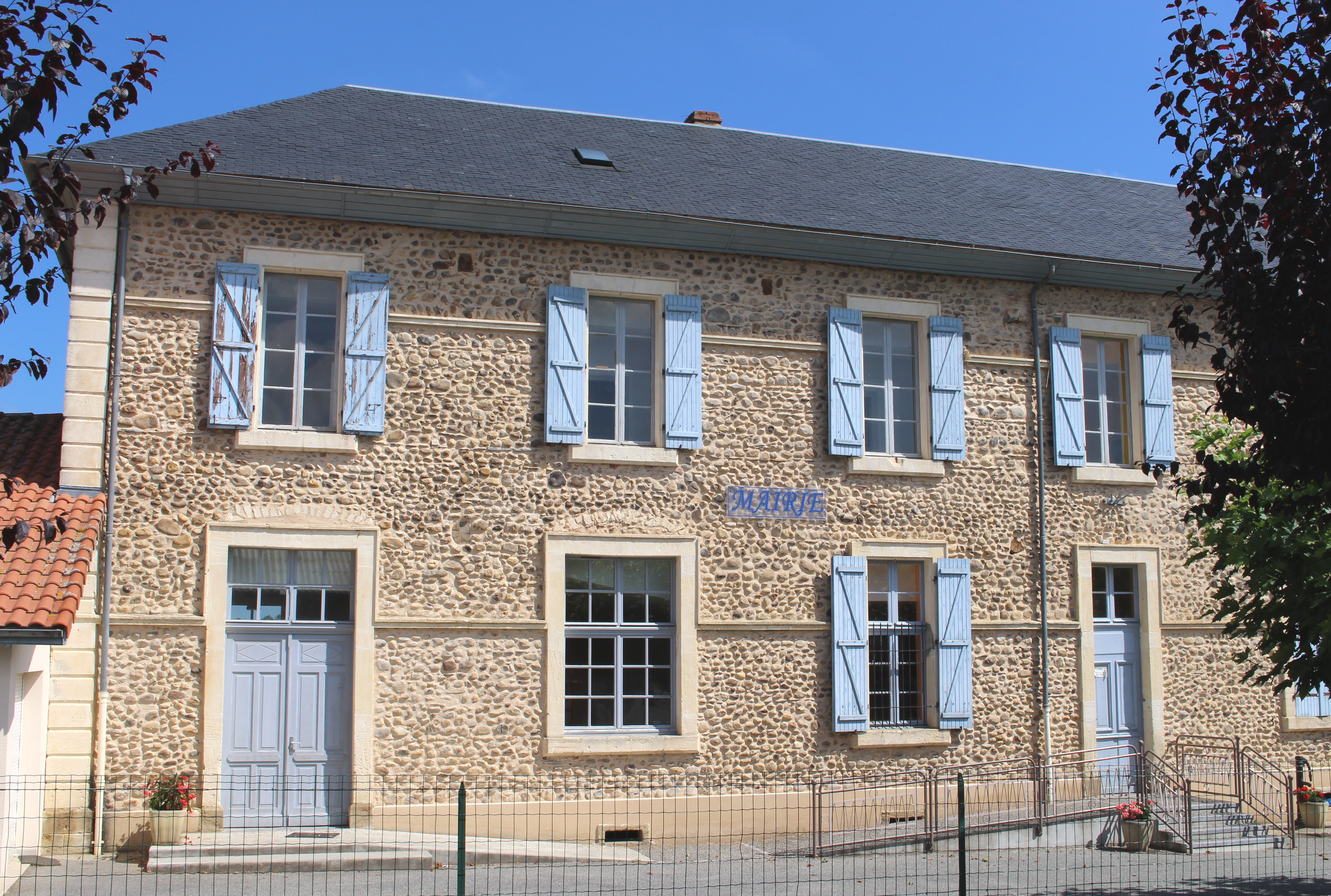
La mairie en 2016.

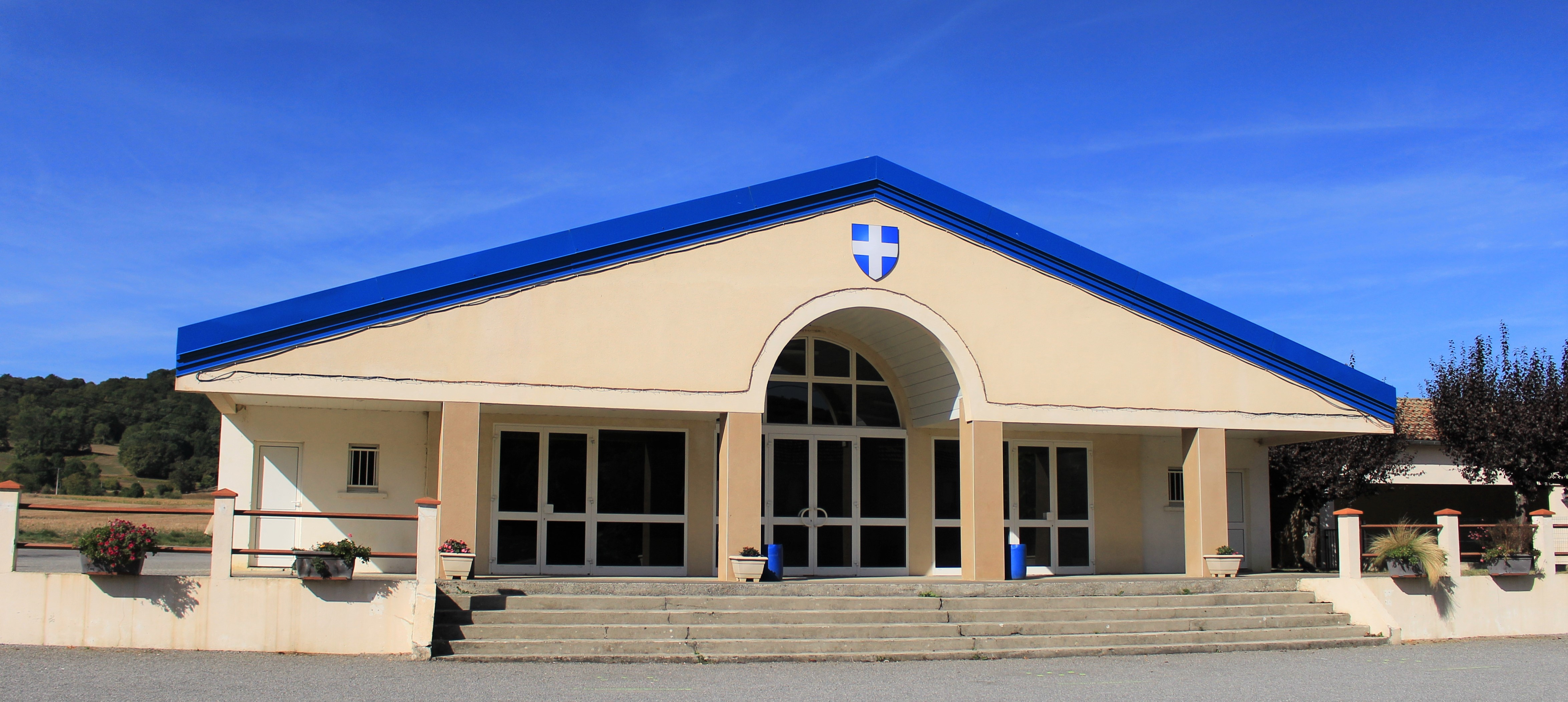
Le foyer rural en 2022.

### Liste des maires
| Période                                  | Période   | Identité         | Étiquette | Qualité |
| ---------------------------------------- | --------- | ---------------- | --------- | ------- |
| Les données manquantes sont à compléter. |           |                  |           |         |
|                                          |           |                  |           |         |
| mars 2008                                | mars 2020 | Claude Gaye      |           |         |
| mars 2020                                | En cours  | Véronique Mazoué |           |         |

### Rattachements administratifs et électoraux

#### Historique administratif
Pays et sénéchaussée de Bigorre, quarteron de Tarbes, marquisat de Castelbajac, canton de Galan  (depuis 1790). Lannecorbin, commune du canton de Galan en 1790 et 1801, est rattachée après cette date à Montastruc.

#### Intercommunalité
Montastruc appartient à la communauté de communes du Plateau de Lannemezan Neste-Baronnies-Baïses créée en janvier 2017 et qui réunit 57 communes.

## Population et société

### Démographie

#### Évolution démographique
| 1793 | 1800 | 1806 | 1821 | 1831 | 1836 | 1841 | 1846 | 1851 |
| ---- | ---- | ---- | ---- | ---- | ---- | ---- | ---- | ---- |
| 294  | 328  | 393  | 592  | 703  | 688  | 716  | 720  | 735  |

| 1856 | 1861 | 1866 | 1876 | 1881 | 1886 | 1891 | 1896 | 1901 |
| ---- | ---- | ---- | ---- | ---- | ---- | ---- | ---- | ---- |
| 676  | 609  | 625  | 595  | 579  | 555  | 538  | 535  | 512  |

| 1906 | 1911 | 1921 | 1926 | 1931 | 1936 | 1946 | 1954 | 1962 |
| ---- | ---- | ---- | ---- | ---- | ---- | ---- | ---- | ---- |
| 518  | 467  | 446  | 415  | 380  | 364  | 311  | 309  | 291  |

| 1968 | 1975 | 1982 | 1990 | 1999 | 2006 | 2011 | 2016 | 2021 |
| ---- | ---- | ---- | ---- | ---- | ---- | ---- | ---- | ---- |
| 281  | 390  | 388  | 308  | 288  | 269  | 267  | 236  | 234  |

| 2022 | - | - | - | - | - | - | - | - |
| ---- | - | - | - | - | - | - | - | - |
| 238  | - | - | - | - | - | - | - | - |

### Enseignement

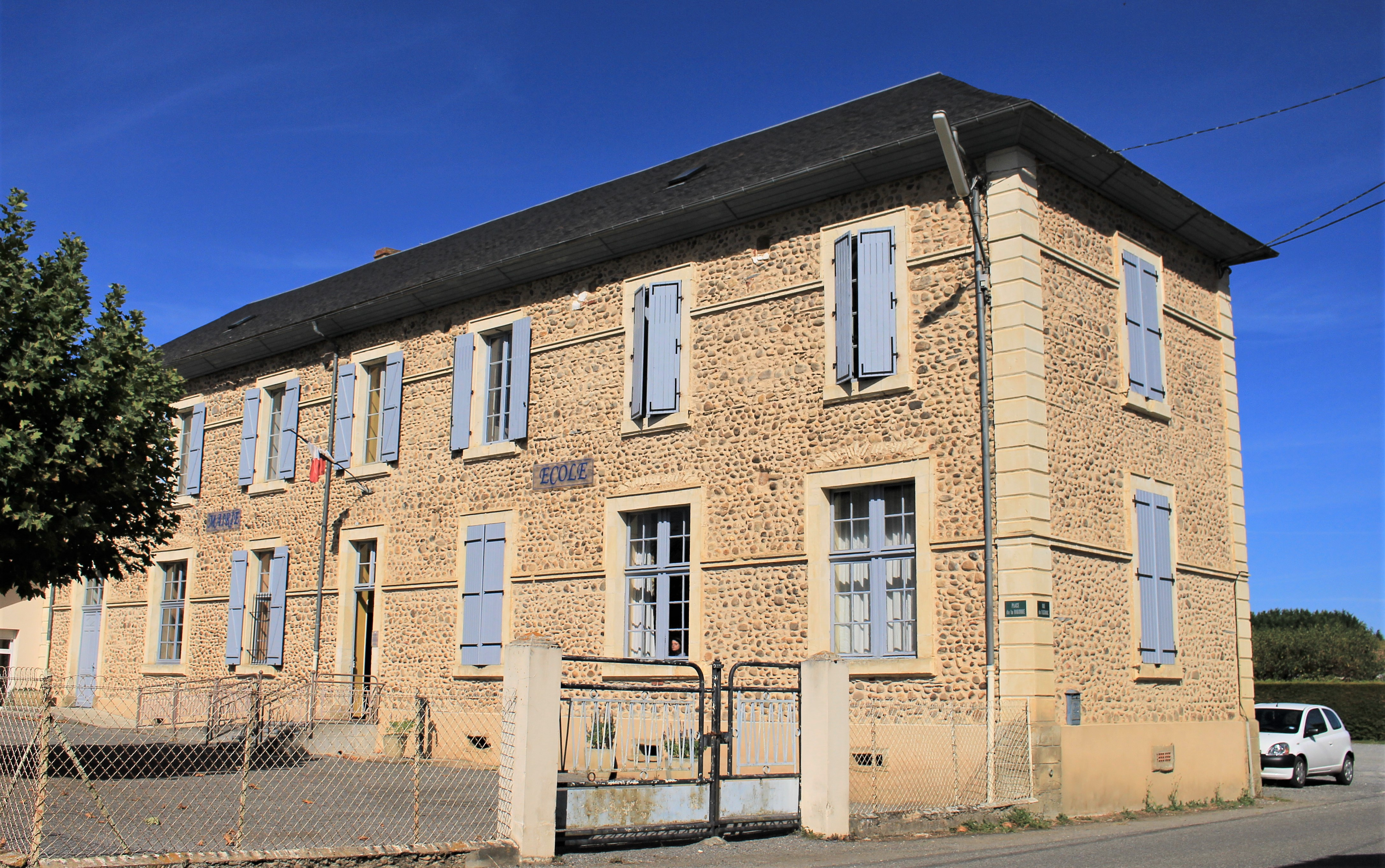
L’école élémentaire en 2022.

La commune dépend de l'académie de Toulouse. Elle dispose d’une école en 2017.
- École élémentaire.

## Économie

### Revenus
En 2018, la commune compte 89 ménages fiscaux, regroupant 184 personnes. La médiane du revenu disponible par unité de consommation est de 20 890 € (20 420 € dans le département).

### Emploi
|                | 2008  | 2013  | 2018  |
| -------------- | ----- | ----- | ----- |
| Commune        | 2,6 % | 1,5 % | 1,8 % |
| Département    | 7,7 % | 9,4 % | 9,8 % |
| France entière | 8,3 % | 10 %  | 10 %  |

En 2018, la population âgée de 15 à 64 ans s'élève à 163 personnes, parmi lesquelles on compte 47,6 % d'actifs (45,8 % ayant un emploi et 1,8 % de chômeurs) et 52,4 % d'inactifs,. Depuis 2008, le taux de chômage communal (au sens du recensement) des 15-64 ans est inférieur à celui de la France et du département.
La commune fait partie de la couronne de l'aire d'attraction de Lannemezan, du fait qu'au moins 15 % des actifs travaillent dans le pôle,. Elle compte 105 emplois en 2018, contre 130 en 2013 et 164 en 2008. Le nombre d'actifs ayant un emploi résidant dans la commune est de 77, soit un indicateur de concentration d'emploi de 137,1 % et un taux d'activité parmi les 15 ans ou plus de 37,1 %.
Sur ces 77 actifs de 15 ans ou plus ayant un emploi, 26 travaillent dans la commune, soit 34 % des habitants. Pour se rendre au travail, 81 % des habitants utilisent un véhicule personnel ou de fonction à quatre roues, 3,8 % s'y rendent en deux-roues, à vélo ou à pied et 15,2 % n'ont pas besoin de transport (travail au domicile).

## Culture locale et patrimoine

### Lieux et monuments

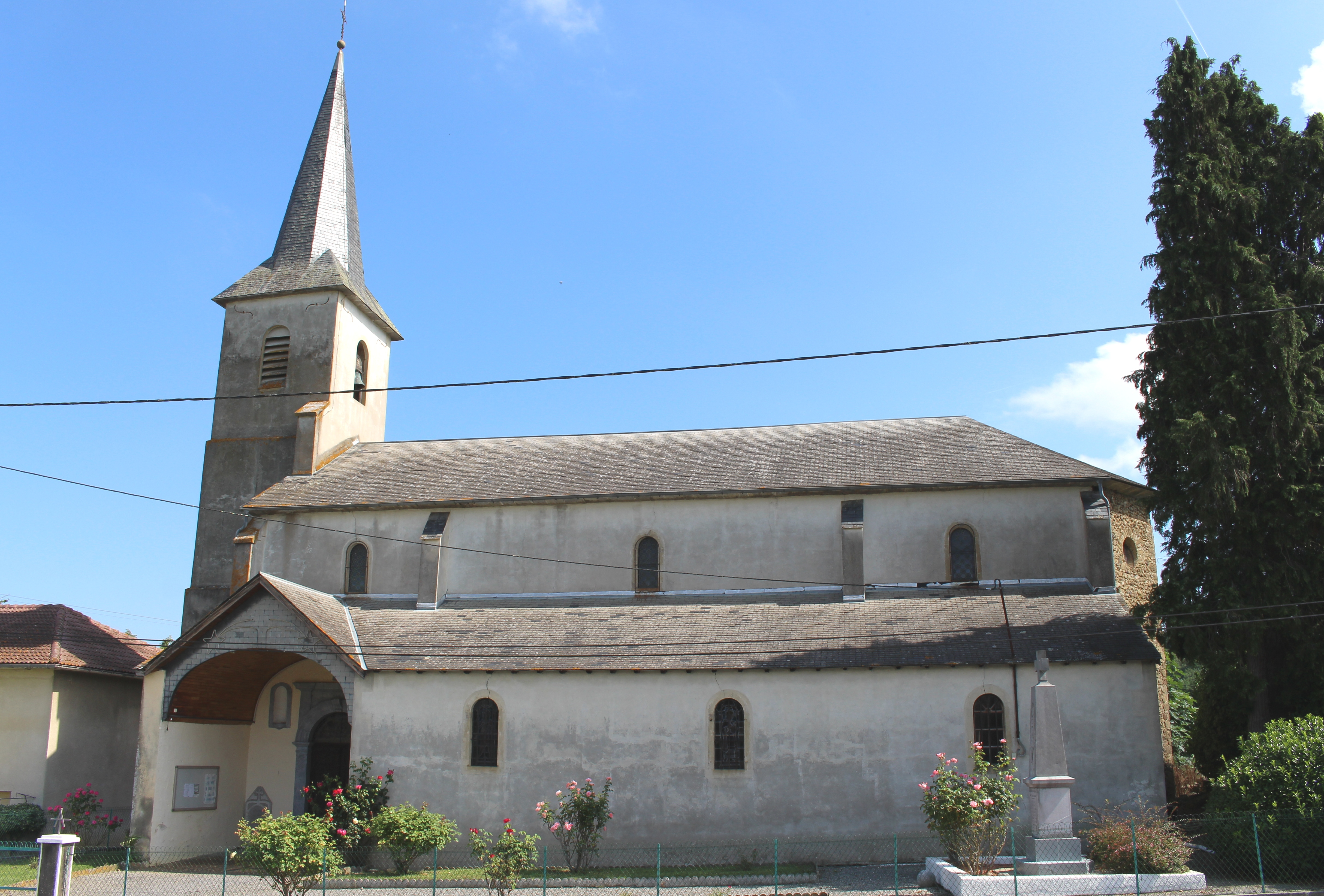
L'église de la Nativité-de-la-Sainte-Vierge.

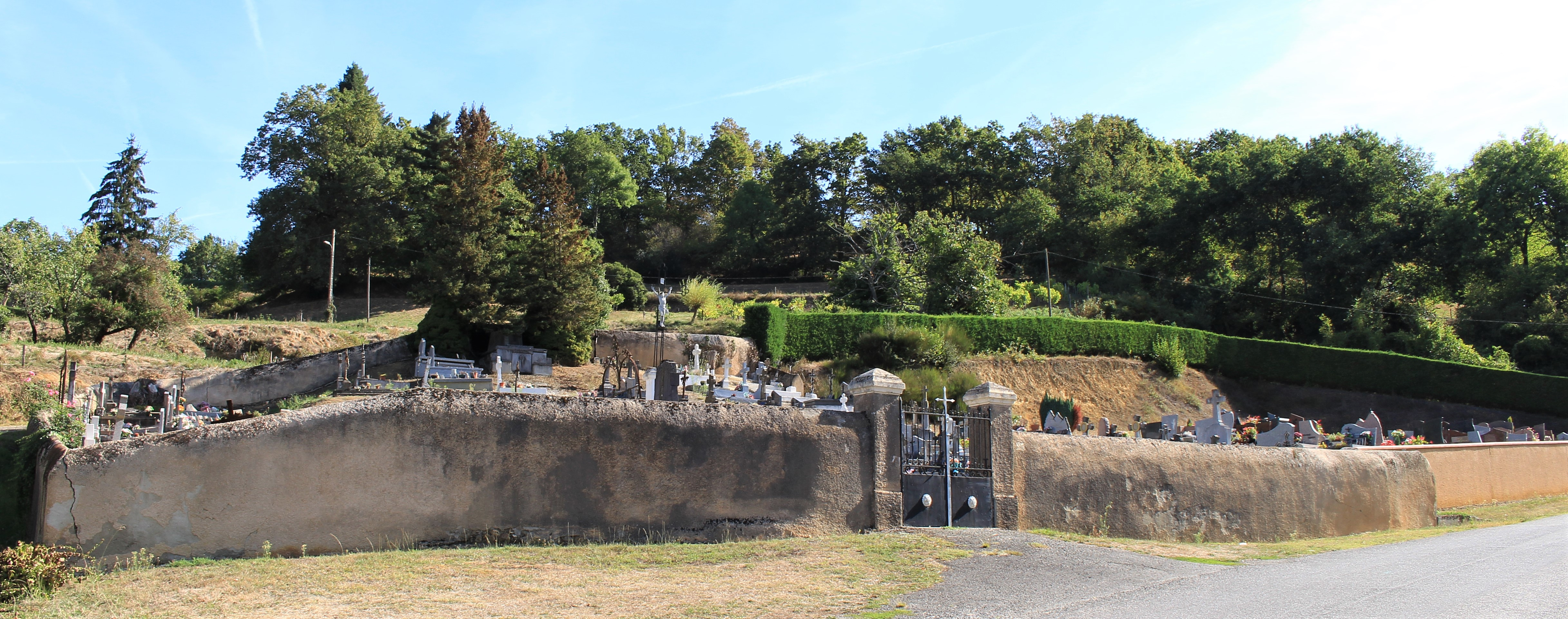
Le cimetière.

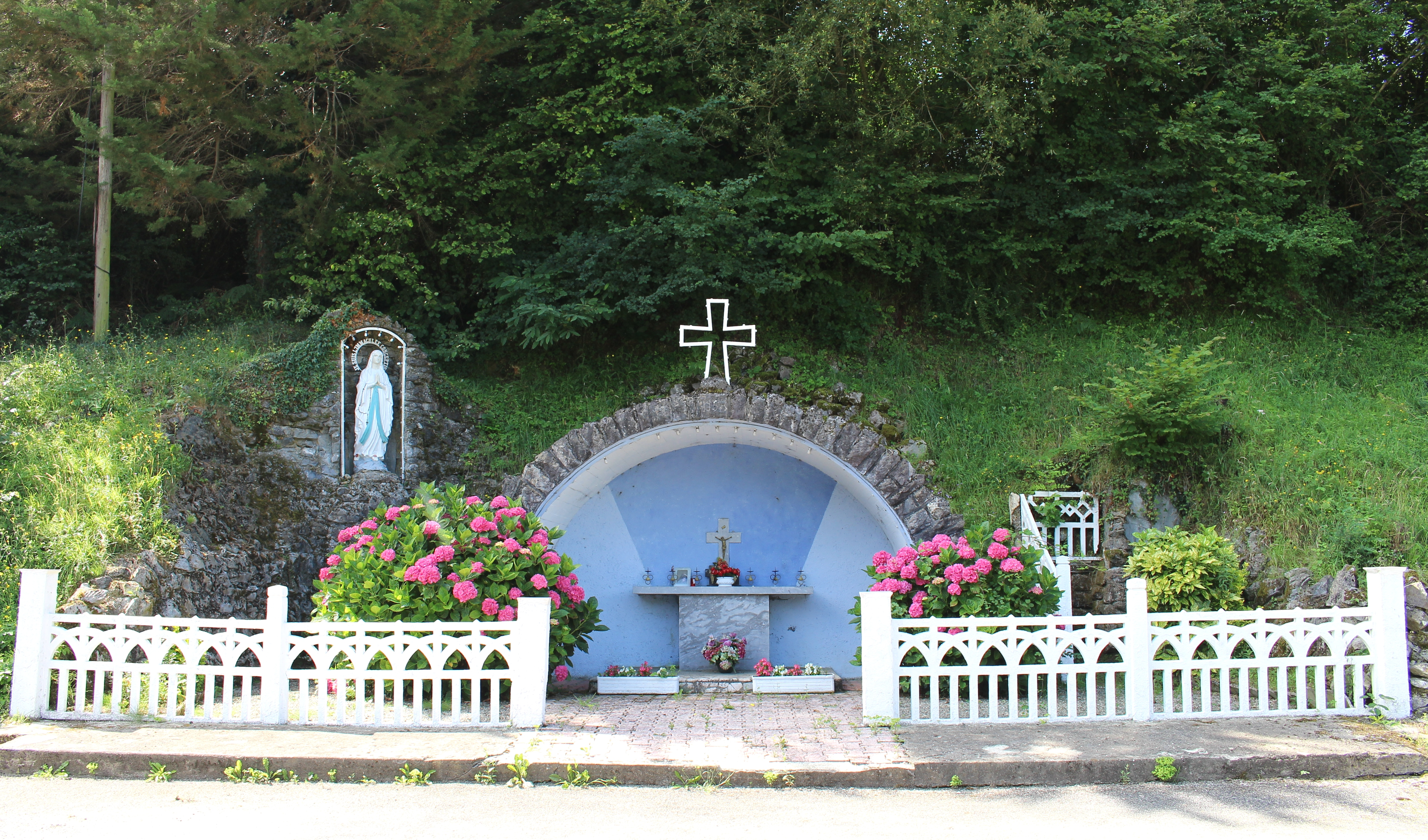
L'oratoire Notre Dame de Lourdes.

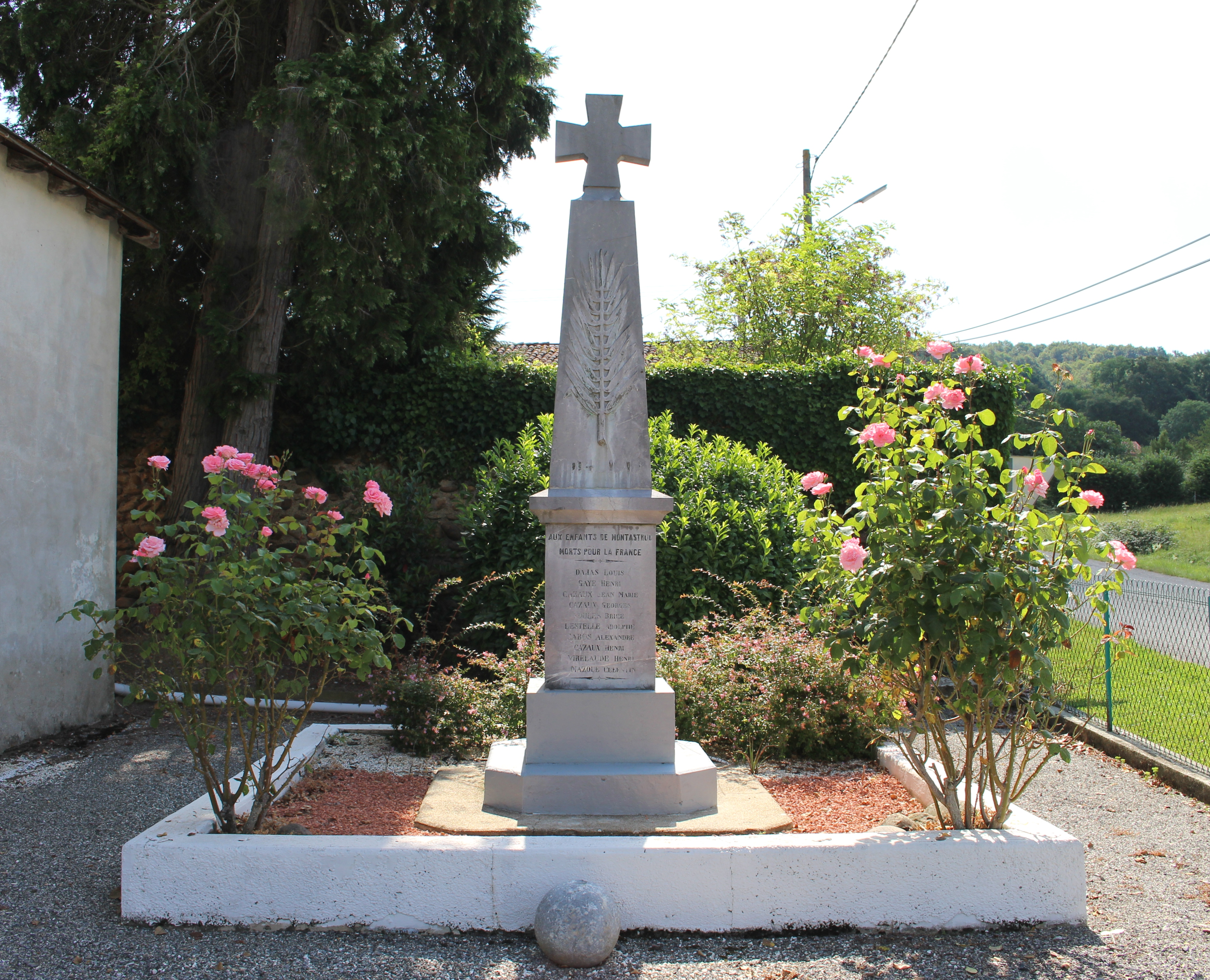
Le monument aux morts municipal.

- Église de la Nativité-de-la-Sainte-Vierge de Montastruc.
- Oratoire Notre-Dame de Lourdes.

Sélection de vues de l'église en 2016
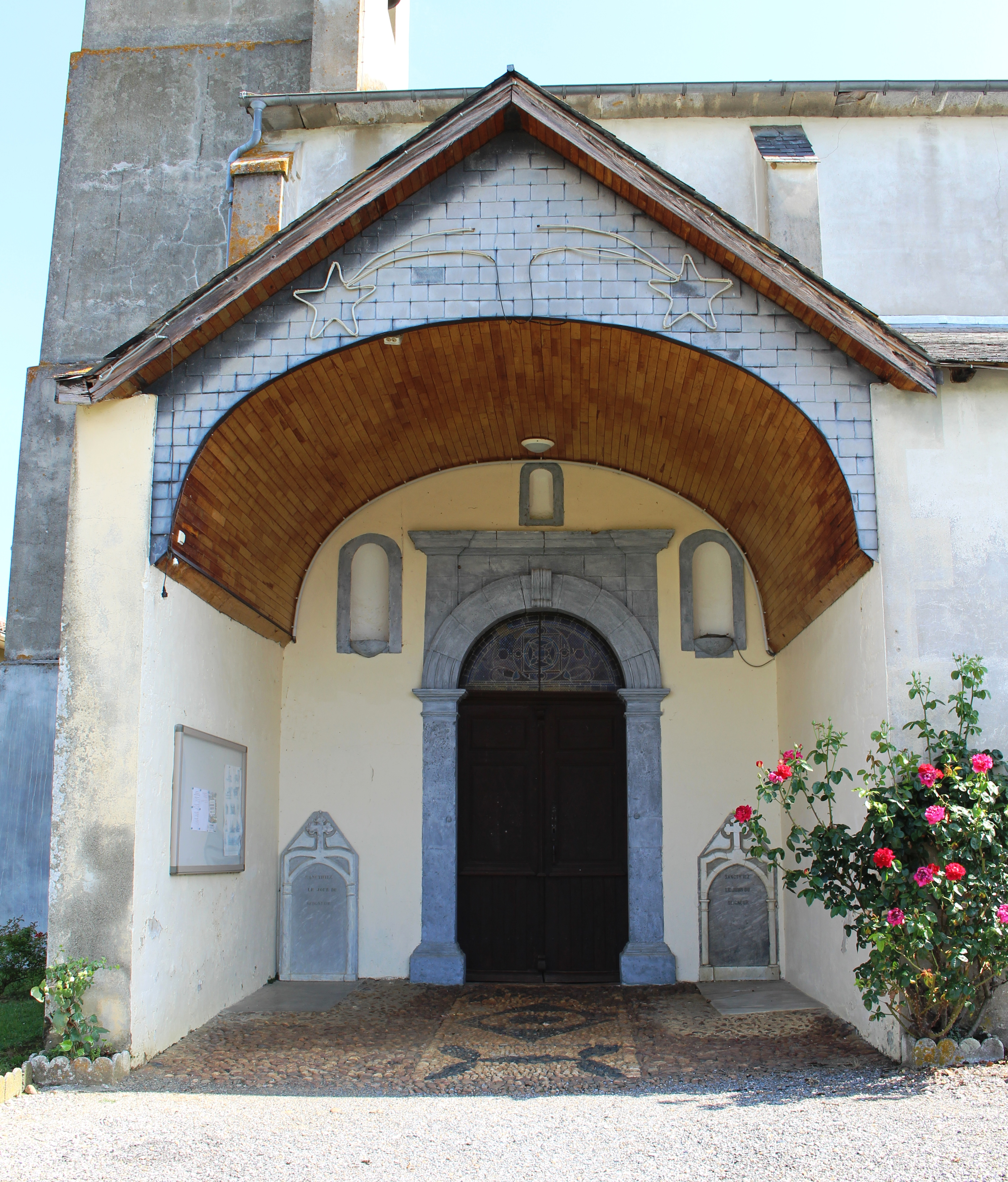
L'entrée.
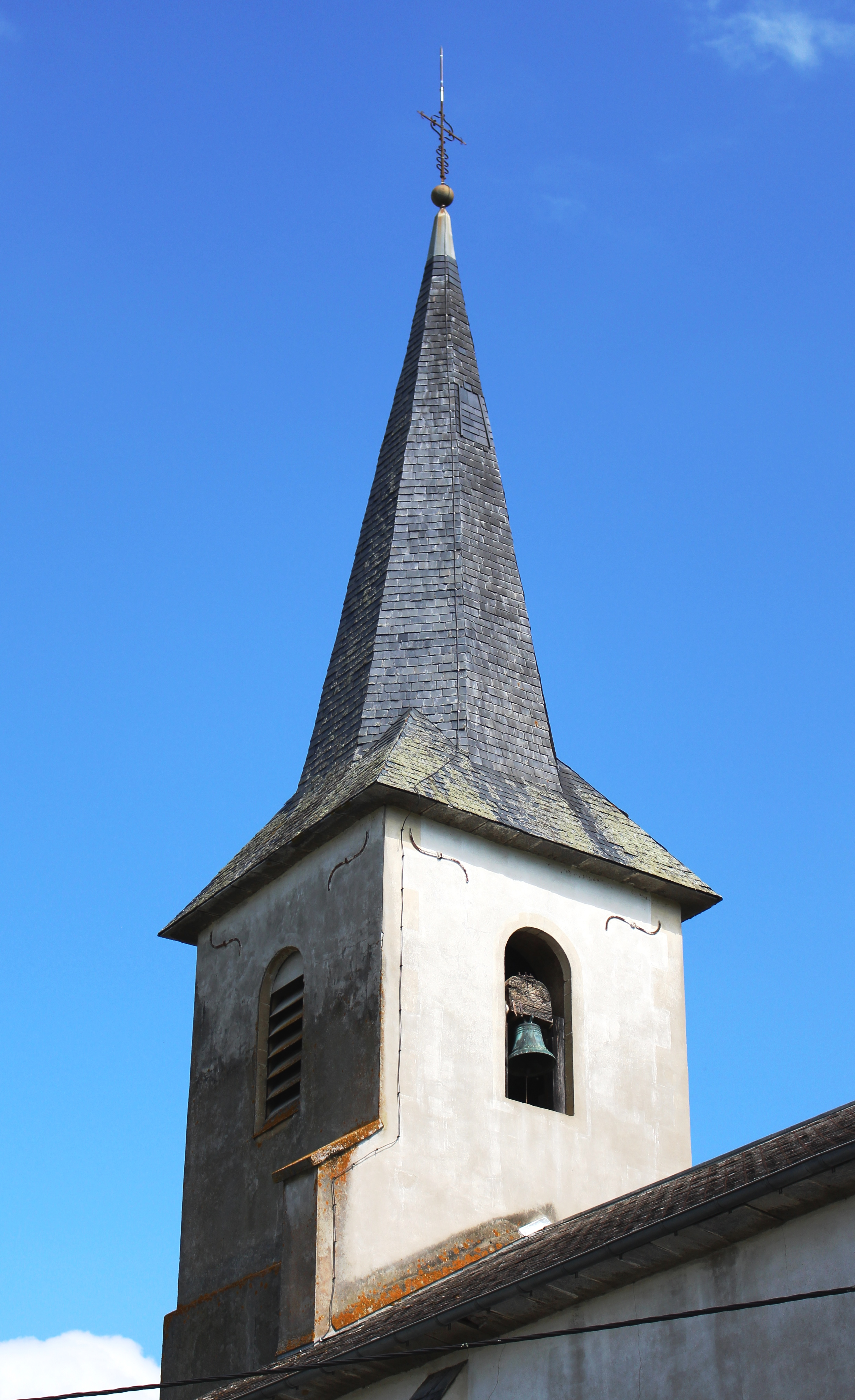
Le clocher.

### Personnalités liées à la commune
- Jean-Claude Larrieu, cinéma, natif de Montastruc.

### Héraldique
| Blason | Blasonnement : D'azur à la croix d'argent. Commentaires : blason vérifié auprès de la commune (juin 2015). |